# Friedrich Heinrich Ranke

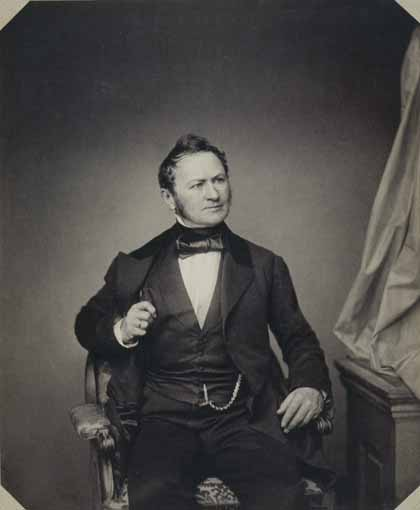
Friedrich Heinrich Ranke

Philipp Friedrich Heinrich Ranke (* 30. November 1798 in Wiehe; † 2. September 1876 in München) war ein deutscher evangelisch-lutherischer Theologe.

## Leben
Friedrich Heinrich Ranke wurde als Sohn des Gerichtsdirektors Gottlieb Israel Ranke (1762–1836) und seiner Frau Friederike Wilhelmine, geb. Lehmicke (1776–1836), Tochter eines Rittergutsbesitzers bei Querfurt, in dem kleinen kursächsischen Landstädtchen Wiehe am Unterlauf der Unstrut geboren. Zu seinen sieben Geschwistern zählten der Historiker Leopold von Ranke (1795–1886) und der evangelische Theologe Ernst Ranke (1814–1888). Nachdem er in der Stadtschule von Wiehe unterrichtet wurde, besuchte er von 1811 bis 1815 – wie sein älterer Bruder Leopold – die Landesschule Pforta, ein Landesinternat in der Nähe von Naumburg (Saale).
Ab 1815 studierte Ranke an der Universität Jena Theologie und Philologie. Er hörte Vorlesungen des Historikers Heinrich Luden (1778–1847) und des Theologen Johann Philipp Gabler (1753–1826). Ranke schloss sich in Jena 1816 der Urburschenschaft an. Die Berliner Studenten Christian Leopold Dürre (1796–1879) und Hans Ferdinand Maßmann (1797–1874) begeisterten Ranke für die Ideen des „Turnvaters“ Friedrich Ludwig Jahn (1778–1852). 1817 wechselte Friedrich Heinrich Ranke an die Universität Halle, wo er Philosophie studierte. Dort wurde er vermutlich 1817 Mitglied der Burschenschaft Teutonia Halle. Er befasste sich mit Immanuel Kants Kritik der reinen Vernunft (1781) und Jakob Friedrich Fries’ Werk Neue oder anthropologische Kritik der Vernunft (1807). Sein Bruder Leopold machte ihn auf Johann Gottlieb Fichtes Abhandlung
Die Anweisung zum seligen Leben oder auch die Religionslehre (1806) aufmerksam. Fichtes philosophische Richtung des Deutschen Idealismus beeindruckte ihn nachhaltig. Ranke wird in den Familienkreis des Medizin-Professors Christian Friedrich Nasse (1748–1851) hineingezogen, wo er das anti-rationalistische Neuluthertum des norddeutschen Pastoraltheologen Claus Harms (1778–1855) und den „animalischen Magnetismus“ in den Ansichten von der Nachtseite der Naturwissenschaft (1808) des Arztes und Naturforschers Gotthilf Heinrich von Schubert (1780–1860) kennenlernte.
1818 folgte Friedrich Heinrich Ranke seinem Bruder Leopold nach Frankfurt (Oder). Dieser hatte eine Stelle als Gymnasiallehrer angetreten, während Friedrich Heinrich Lehrer an einer Privatschule wurde. Im selben Jahr begleitete er Friedrich Ludwig Jahn nach Berlin, wo er den Turnplatz in der Hasenheide, die Schwimmschule Ernst von Pfuels (1779–1866) und Fechtübungen unter der Leitung von Johann Friedrich Gottfried Eiselen (1785–1865) besuchte. Die Pläne der Brüder Ranke, in Frankfurt (Oder) einen Turnplatz einzurichten, zerschlugen sich nach dem politischen Attentat auf August von Kotzebue am 23. März 1819 und den darauf folgenden repressiven Karlsbader Beschlüssen.
Die Sommerferien 1820 verbrachte Ranke auf Rügen, wo ihn in Altenkirchen der Pietismus des Pastors Hermann Baier, der Schwiegersohn und Nachfolger Ludwig Gotthard Kosegartens (1758–1818) war, tiefgreifend beeinflusste. Ranke wandte sich dem bildungsbürgerlichen Kreis der Erweckungsbewegung zu. 1821 bestand er das philologische Staatsexamen, wurde jedoch bei verschiedenen Lehramtsstellen wegen seiner früheren burschenschaftlichen Aktivitäten abgelehnt. 1822 legte Ranke das Erste Theologische Examen in Magdeburg ab und 1823 wurde er, zusammen mit dem Geologen Karl Georg von Raumer (1783–1865), Lehrer am Nürnberger Erziehungsinstitut des Reformpädagogen Heinrich Dittmar (1792–1866). Bevor sein Rügener Freund Baier im September 1822 überraschend starb, hatte er ihn um die weitere Erziehung seiner Kinder gebeten. Ranke kam dieser Verpflichtung zunächst auf Rügen nach. Den späteren Religionsphilosophen Alwill Baier (1811–1892) nahm er mit nach Nürnberg, um ihm dort eine gute Schulausbildung zu verschaffen.
1824 absolvierte Ranke das Zweite Theologische Examen in Ansbach. 1826 wurde Friedrich Heinrich Ranke Pfarrer in Rückersdorf im Nürnberger Land und 1834 wurde er zum Dekan und Distrikts-Schulinspektor im oberfränkischen Thurnau ernannt. Dort gab er von 1834 bis 1836 das Sonntagsblatt heraus, das der Theologe Wilhelm Redenbacher (1800–1876) gegründet hatte. Gegen den Widerstand der Fakultät wurde Ranke 1840 zum Nachfolger des verstorbenen Lehrstuhlinhabers Hermann Olshausen (1796–1839) als ordentlicher Professor der Dogmatik an die Universität Erlangen berufen. Ranke machte innerhalb der evangelischen Landeskirche Karriere: 1841 wurde er Zweiter Konsistorialrat in Bayreuth, 1845 Zweiter Konsistorialrat in Ansbach und dort ab 1859 Erster Konsistorialrat. In dieser Funktion war er für die Kirchenleitung um 1850 in die kircheninterne Auseinandersetzung zwischen Wilhelm Löhe (1808–1872) und Adolf Harless (1806–1879) über das Verständnis des geistlichen Amtes verwickelt. 1866 erfolgte Rankes Beförderung zum IV. Oberkonsistorialrat in München und 1870 zum III. Oberkonsistorialrat, bevor er schließlich 1873 pensioniert wurde.
Friedrich Ranke starb 1876 im Alter von 77 Jahren in München. Seine Grabrede hielt am 4. September 1876 Karl Buchrucker (1827–1899), lutherischer Theologe und erster evangelischer Pfarrer in München.

## Familie
Ranke heiratete 1825 Selma Schubert, eine Tochter Gotthilf Heinrich von Schuberts. Der Ehe entstammten acht Kinder, darunter:
- der Kinderarzt Heinrich von Ranke (1830–1909),
- der Anthropologe Johannes Ranke (1836–1916) und
- der Pfarrer und Senior des Lübecker Geistlichen Ministeriums Leopold Friedrich Ranke (1842–1918).

## Grabstätte

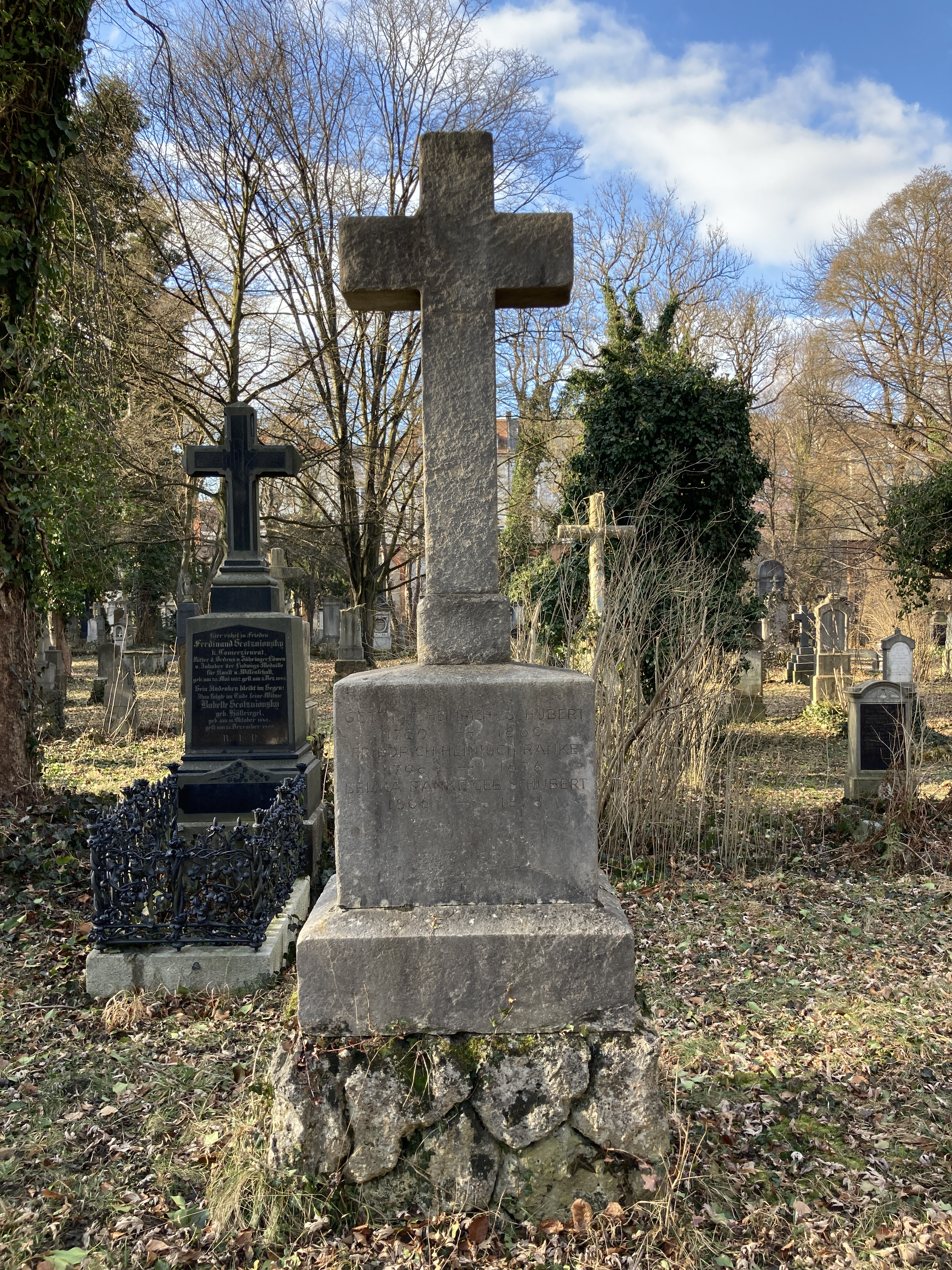
Grab von Friedrich Ranke auf dem Alten Südlichen Friedhof in München

Die Grabstätte von Friedrich Ranke befindet sich auf dem Alten Südlichen Friedhof in München (Gräberfeld 33 – Reihe 2 – Platz 24) Standort. In dem Grab liegen auch seine Frau Selma Ranke (geb. Schubert 1806 – 1878) und sein Schwiegervater Gotthilf Heinrich von Schubert.

## Wirkung
Friedrich Heinrich Ranke hatte erheblichen Einfluss auf die Durchsetzung der Erweckungsbewegung in Bayern. Er förderte außerdem die Entwicklung der Inneren Mission. Seine Auslegung des Alten Testamentes gilt als „schriftpositivistisch“. Er wurde den Gegnern des Theologischen Rationalismus zugeordnet.
Ranke dichtete Texte beliebter Kirchenlieder, von denen zwei noch heute im Evangelischen Gesangbuch (EG) sowie eines im katholischen Gotteslob (GL) zu finden sind:
- vor 1826 das Adventslied Tochter Zion, freue dich (Musik von Georg Friedrich Händel, EG 13, GL 228)
- etwa 1823 das Weihnachtslied Herbei, o ihr Gläubigen (nach dem lateinischen Adeste fideles, Musik vermutlich von John Francis Wade, EG 45).

## Schriften
- Des Christen Wallfahrt nach der himmlischen Stadt. Frei nach dem Englischen des John Bunyan bearbeitet von Friedrich Heinrich Ranke. Mit einer Einleitung von G. H. Schubert. Heyder, Erlangen 1832.
- Untersuchungen über den Pentateuch, aus dem Gebiete der hoeheren Kritik. Heyder, Erlangen.
  - Band 1: 1834.
  - Band 2: 1840.
- Sprüche, Lieder und Katechismus für die Kleinen. 2. Ausgabe. Raw, Nürnberg 1839.
- Predigten aus dem Jahre 1848. Ein Zeugnis gegen den Geist der Revolution und des Abfalls von Gott. Heyder, Erlangen 1849.
- Ich will euch nicht Waisen lassen; ich komme zu euch. Predigt zum Schluß der vereinigten Generalsynote zu Ansbach, am 22. Februar 1849. Heyder, Erlangen 1849.
- Plan und Bau der Johanneischen Evangelium. Hayn, Berlin 1854.
- Gotthilf Heinrich von Schubert. Mittheilungen über die letzten Tage desselben. Schlawitz, Berlin 1860.
- Abschiedsworte. Predigt. Junge, Ansbach 1866.
- Jugenderinnerungen. Mit Blicken auf das spätere Leben. Steinkopf, Stuttgart 1877.